# Barbara Hammer (Informatikerin)
Barbara Hammer (* 31. Juli 1970 in Mannheim) ist eine deutsche Informatikerin und Hochschullehrerin für Machine Learning an der Universität Bielefeld.

## Werdegang
Hammer studierte nach ihrem Abitur in Osnabrück von 1989 bis 1995 Mathematik und Informatik an der Universität Osnabrück. 1999 wurde sie mit einer Dissertation zum Thema „Learning with Recurrent Neural Networks“ an der Universität Osnabrück promoviert. 1999 war Hammer als Gastforscherin an der Rutgers University tätig. Von 1999 bis 2004 leitete sie eine vom Niedersächsischen Ministerium für Wissenschaft und Kultur geförderte Nachwuchsforschergruppe im Projekt „Using neural methods to learn from structured data“ in Osnabrück. 2000 war sie als Gastforscherin am „Center for Artificial Intelligence & Robotics“ (CAIR) in Bangalore tätig. 2001 war sie als Gastforscherin an der Universität Pisa tätig. Ihre Lehrerlaubnis im Fach Informatik erhielt sie 2003 durch ihre Habilitation ebenfalls in Osnabrück. Im selben Jahr hatte sie Gastaufenthalte an den Universitäten Padua und Birmingham.
2004 nahm sie den Ruf auf eine W2-Professur für Theoretische Informatik an der Technischen Universität Clausthal an. 2005 lehrte sie als Gastprofessorin an der Université Paris 1 Panthéon-Sorbonne. 2010 folgte sie dem Ruf auf eine W2-Professur für Theoretische Informatik an der Technischen Fakultät der Universität Bielefeld. Die Denomination änderte sich 2017 auf eine W3-Professur für Machine Learning.
Ihre Forschungsschwerpunkte liegen in den Bereichen künstlicher neuronaler Netze, Data-Mining, Bioinformatik, Lerntheorie und Machine learning.

## Auszeichnungen
- seit 2015: Mitglied von AcademiaNet nach Nominierung durch die Alexander von Humboldt-Stiftung[2]
- 2024: Mitglied der Academia Europaea

## Publikationen (Auswahl)
- Barbara Hammer, Daniela Hofmann, Frank-Michael Schleif, Xibin Zhu: Learning vector quantization for (dis-)similarities. In: Neurocomputing 131: 43–51 (2014) doi:10.1016/j.neucom.2013.05.054
- Yaochu Jin, Barbara Hammer: Computational Intelligence in Big Data [Guest Editorial]. IEEE Comp. Int. Mag. 9(3): 12–13 (2014)
- Barbara Hammer, Daniel A. Keim, Neil D. Lawrence, Guy Lebanon: Preface: Intelligent interactive data visualization. Data Min. Knowl. Discov. 27(1): 1–3 (2013) doi:10.1007/s10618-013-0309-y
- Kerstin Bunte, Michael Biehl, Barbara Hammer: A General Framework for Dimensionality-Reducing Data Visualization Mapping. In: Neural Computation 24(3): 771–804 (2012) doi:10.1162/NECO_a_00250
- Andrej Gisbrecht, Bassam Mokbel, Barbara Hammer: Relational generative topographic mapping. In: Neurocomputing 74(9): 1359–1371 (2011)
- Barbara Hammer, Alexander Hasenfuss: Topographic Mapping of Large Dissimilarity Data Sets. In: Neural Computation 22(9): 2229–2284 (2010) doi:10.1162/NECO_a_00012
- Petra Schneider, Michael Biehl, Barbara Hammer: Adaptive Relevance Matrices in Learning Vector Quantization. In: Neural Computation 21(12): 3532–3561 (2009) doi:10.1162/neco.2009.11-08-908
- Thomas Villmann, Frank-Michael Schleif, Markus Kostrzewa, Axel Walch, Barbara Hammer: Classification of mass-spectrometric data in clinical proteomics using learning vector quantization methods. Briefings in Bioinformatics 9(2): 129–143 (2008) doi:10.1093/bib/bbn009
- Michael Biehl, Anarta Ghosh, Barbara Hammer: Dynamics and Generalization Ability of LVQ Algorithms. In: Journal of Machine Learning Research 8: 323–360 (2007) doi:10.1007/s11063-004-1547-1
- Marie Cottrell, Barbara Hammer, Alexander Hasenfuss, Thomas Villmann: Batch and median neural gas. Neural Networks 19(6–7): 762–771 (2006) doi:10.1016/j.neunet.2006.05.018